# Asky Airlines
Asky Airlines è una compagnia aerea privata che serve voli passeggeri in Africa occidentale e centrale. L'hub principale della compagnia è situato presso l'aeroporto Internazionale di Gnassingbé Eyadéma di Lomé, in Togo.
La compagnia aerea è un partner strategico di Ethiopian Airlines ed è stata costantemente redditizia dal 2017. Ha ricevuto il titolo di "Migliore compagnia aerea dell'Africa occidentale del 2023" in occasione del settimo evento Accraweizo, tenutosi ad Accra, in Ghana. Inlotre, la compagnia è stata premiata per il suo eccezionale contributo al settore dell'aviazione nella regione.

## Storia
Dopo che la compagnia aerea panafricana Air Afrique è fallita nel 2002, il trasporto aereo transfrontaliero in Africa è diventato più difficile, specialmente nell'Africa occidentale e centrale. In una conferenza della Comunità economica degli Stati dell'Africa occidentale (ECOWAS) e dell'Unione economica e monetaria dell'Africa occidentale (UEMOA) a Niamey in Niger il 10 gennaio 2004, è stato deciso di creare una compagnia aerea privata, competitiva ed economicamente vantaggiosa che offrisse tutte le garanzie di incolumità per la regione.
Nel settembre 2005, su iniziativa di Gervais Koffi G. Djondo, è stata costituita la società per la promozione di una compagnia aerea regionale (SPCAR), che ha condotto a diversi studi di fattibilità e studi di mercato, e ricercato partner finanziari e strategici; ciò ha portato alla costituzione di Asky Airlines nel novembre 2007 con Gervais Koffi G. Djondo come presidente. Il 17 gennaio 2008 si è tenuta a Ouagadougou, in Burkina Faso, l'Assemblea Generale per la costituzione della nuova compagnia aerea privata internazionale. L'80% delle azioni doveva essere detenuto da investitori privati e il 20% da istituzioni finanziarie pubbliche la cui missione è sostenere le istituzioni di sviluppo di proprietà privata. Ethiopian Airlines è diventata il partner tecnico e strategico con un contratto di gestione per i primi cinque anni di attività, detenendo una quota del 40%.
Le operazioni di volo sono iniziate il 15 gennaio 2010. Nel 2015, la compagnia ha realizzato per la prima volta un profitto con circa 515.000 passeggeri trasportati.

## Identità aziendale

### Proprietà
La compagnia è di proprietà privata. Gli azionisti principali sono Ethiopian Airlines (40%), Ecobank, BIDC, BOAD, Sakhumnotho Group Holding e altri investitori privati dell'Africa occidentale e centrale.

### Business trends
È stato riferito che Asky Airlines è redditizia, sebbene i conti non sembrino essere stati pubblicati. La compagnia afferma che è stata redditizia per la prima volta nel 2015 e poi di nuovo dal 2017 al 2019.

## Flotta
A maggio 2025 la flotta di Asky Airlines è così composta: